# الساري (يريم)

تعديل مصدري - تعديل

الساري هي إحدى قرى عزلة بني مسلم بمديرية يريم التابعة لمحافظة إب، بلغ تعداد سكانها 892 نسمة حسب تعداد اليمن لعام 2004.